# David Rawlings
David Todd Rawlings (North Smithfield, 30 december 1969) is een Amerikaanse gitarist, zanger en muziekproducent. Hij staat bekend om zijn samenwerking met zangeres en songwriter Gillian Welch, met wie hij in 1992 al als duo onder de naam 'Gillian Welch' optrad. In 2009 bracht het duo, samen met violist Brittany Haas, banjospeler Willie Watson en bassist Paul Kowert onder de naam 'Dave Rawlings Machine' een album uit, waarin Rawlings een groter deel van de leadzang voor zijn rekening nam.
Rawlings en Welch werden genomineerd voor een Academy Award in de categorie Best Original Song bij de 91e Academy Awards voor "When a Cowboy Trades His Spurs for Wings" uit de film The Ballad of Buster Scruggs. In 2020 brachten Welch en Rawlings het coveralbum All the Good Times (Are Past & Gone) uit, dat in 2021 de Grammy Award won in de categorie Beste Folk Album. In 2024 brachten Welch en Rawlings Woodland uit, dat in 2025 ook de Grammy Award won voor Beste Folk Album, waarmee Welch en Rawlings momenteel het enige duo zijn dat de prijs meer dan eens heeft gewonnen.

## Carrière

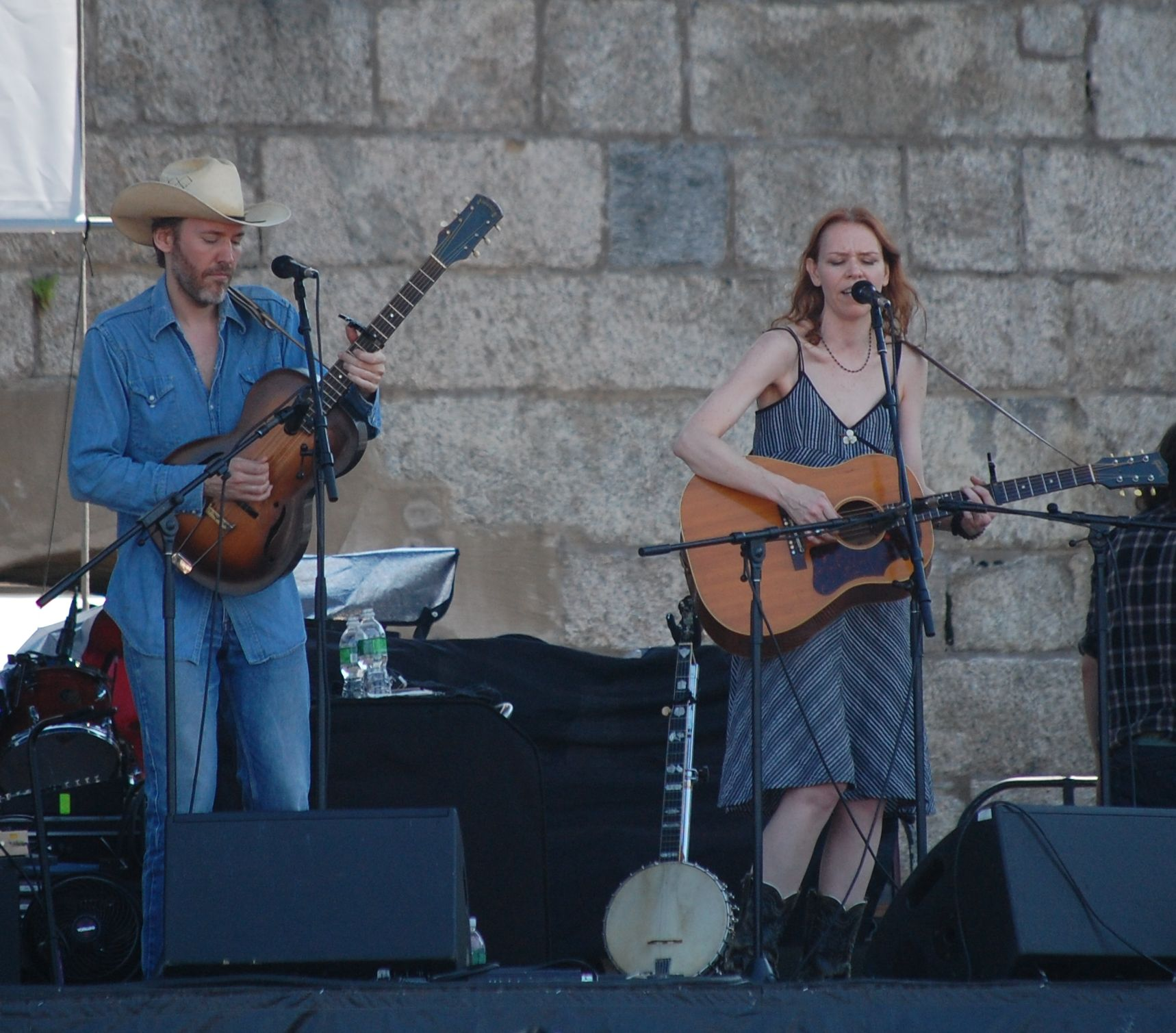
Gillian Welch en David Rawlings op het Newport Folk Festival 2009

Rawlings studeerde aan het Berklee College of Music in Boston om zijn gitaartechniek te verbeteren. Hij ontmoette daar Gillian Welch, die er lessen compositie en tekstdichten volgde. Toen Welch naar Nashville verhuisde volgde Rawlings haar snel. Onder leiding van producent T Bone Burnett namen zij in 1996 hun debuutalbum Revival op in de Woodland Sound Studio in East-Nashville, in 1998 gevolgd door Hell Among the Yearlings. Rawlings nam de rol van producer over van Burnett op het Welch-album Time (The Revelator), uitgekomen op het door Welch gestarte label 'Acony'. In dezelfde Woodland studio werkten zij mee aan Ryan Adams debuutalbum Heartbreaker. Nadat deze studio in 1998 door een tornado zwaar werd beschadigd kochten Rawlings en Welch de ruimte en richtten hem opnieuw in. In de nieuwe studio produceerde Rawlings in 2003 het Welch-album Soul Journey.
In 2004 produceerde Rawlings het studiodebuut van de Old Crow Medicine Show, zelf speelde hij gitaar op het nummer "Wagon Wheel", dat Bob Dylan schreef voor Pat Garrett & Billy the Kid. Ter promotie van dit album ging hij met hen op tournee. In 2007 produceerde hij opnieuw voor deze groep het album Big Iron World, waarvoor hij meeschreef aan de composities. Onder de naam 'David Rawlings Machine' gaven Rawlings als leadzanger met Welch en een aantal leden van de Old Crow Medicine Show een aantal shows, die resulteerden in opnames voor het album A Friend of a Friend.
In 2011 bracht het Welch-duo het album The Harrow & The Harvest uit, dat genomineerd werd voor een Grammy. In de jaren hierna werkte Rawlings mee aan de albums van Damien Rice en Willy Watson en bracht de Dave Rawlings Machine het album Nashville Obsolete uit. In 2015 vonden de opnames plaats voor een nieuw album Poor David's Almanack, dat onder Rawlings eigen naam werd uitgebracht. De musici waren naast Taylor en Griffin Goldsmith van de Dawes voor een groot deel dezelfde als die van de David Rawlings Machine en natuurlijk is ook Gillian Welch prominent aanwezig. Van het album werd "Cumberland Gap" uitgebracht als single. Het nummer won in 2018 een Grammy als Best American Roots Song.
In 2016 werden ter gelegenheid van de 20e verjaardag van het debuutalbum van Welch Revival de opnames heruitgegeven op hun eigen "Acony"-label: Boots No 1: The Official Revival Bootleg. Het album bevat outtakes, alternatieve versies en demo's van de nummers op het origineel, evenals acht nieuwe niet-uitgebrachte nummers.
In 2020 namen Welch en Rawlings tijdens de COVID-19-lockdowns de nummers voor hun album All the Good Times (Are Past & Gone) op. All the Good Times is het eerste album dat onder hun beider namen werd uitgebracht. Het album won in 2021 de Grammy Award voor Best Folk Album. De opnames werden in de huiskamer opgenomen, nadat een tornado het dak van hun studio had weggeblazen, waardoor het album een sobere akoestiek heeft. Het album bevat naast traditionals twee covers van Bob Dylan en een cover van de ten gevolge van COVID-19 overleden John Prine.
Nadat Welch en Rawlings hun studio weer hersteld hadden werd het album Woodland opgenomen, genoemd naar de Woodland Studio. Rawlings was producer, hij en Welch schreven alle nummers. Twee nummers kregen string-arrangementen, waaronder het aan Guy Clark opgedragen "Hashtag". Russ Pahl werkte mee op steelgitaar, Brian Allen op bas en Chris Powell op drums. Ketch Secor van Old Crow Medicine Show speelt viool op "The Day the Mississippi Died".

## Gitaar
Rawlings eerste gitaar was een Epiphone Olympic, een akoestische archtop uit 1935 gemaakt kort nadat Gibson het bedrijf had overgenomen en onder die naam midprice gitaren uitbracht. Rawlings speelt nog steeds op Epiphone.

## Discografie

### Dave Rawlings Machine
- A Friend of a Friend (Acony, 2009)
- Nashville Obsolete (Acony, 2015)

### David Rawlings
- Poor David's Almanack (Acony, 2017)

### Gillian Welch & David Rawlings
- All the Good Times (Are Past & Gone) (Acony, 2020)
- Woodland (Acony, 2024)

### Gillian Welch
- Revival (Almo Sounds, 1996)
- Hell Among the Yearlings (Acony, 1998)
- Time (The Revelator) (Acony, 2001)
- Soul Journey (Acony, 2003)
- The Harrow & The Harvest (Acony, 2011)
- Boots No. 1: The Official Revival Bootleg  (Acony, 2016)
- Boots No. 2: The Lost Songs (Acony, 2020)

### Als gast
With Ryan Adams
- Heartbreaker (2000)
- Demolition (2002)

Met Bright Eyes
- Four Winds (Saddle Creek, 2007) - op gitaar
- Cassadaga (Saddle Creek, 2007) - op gitaar (met achtergrondzang van Welch op "Classic Cars")

Met anderen
- Ani DiFranco, Swing Set (2000)
- Old Crow Medicine Show, Old Crow Medicine Show (2004)
- Robyn Hitchcock, Spooked (2004)
- The Whispertown 2000, Swim (Acony, 2008)
- Sara Watkins, Sara Watkins (Nonesuch, 2009)

## Prijzen en nominaties
zie hiervoor Gillian Welch